# Hastula brazieri
Hastula brazieri is een slakkensoort uit de familie van de Terebridae. De wetenschappelijke naam van de soort is voor het eerst geldig gepubliceerd in 1871 door Angas.